# Леонов, Дмитрий Алексеевич (капитан 1-го ранга)
Дмитрий Алексеевич Леонов (? — ?) — капитан 1-го ранга Российского императорского флота; Георгиевский кавалер. 

## Биография
4 апреля 1829 года Леонов произведён в гардемарины Черноморского флота, на корабле «Император Франц» крейсировал у Румелийских берегов и, находясь в десантных войсках, во время Русско-турецкой войны 1828—1829 гг., участвовал при взятии Инады и Мидии.
После окончания войны на корабле «Пантелеймон» участвовал в перевозке десантных войск из Румелии в черноморские порты, в следующем году на бригантине «Елизавета» крейсировал у абхазских берегов.

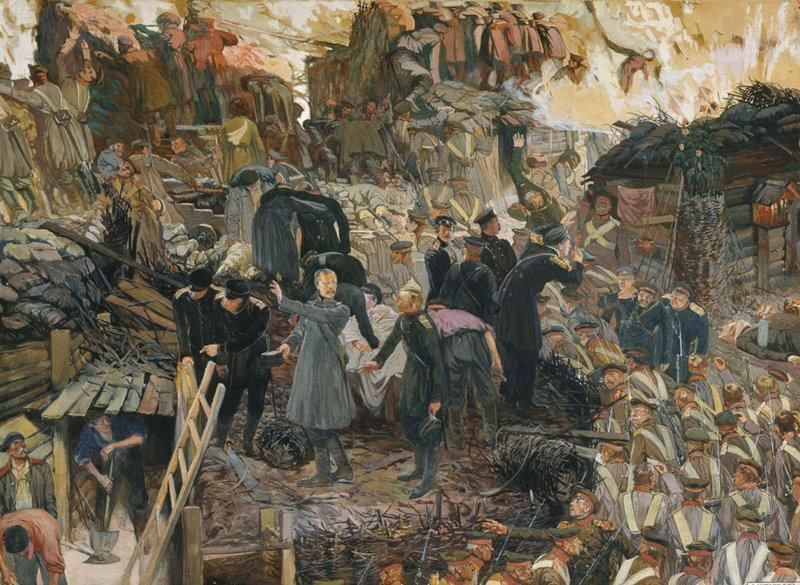
Оборона Севастополя
(художник Дмитрий Кардовский)

31 декабря 1831 года Дмитрий Алексеевич Леонов был произведён в мичманы и назначен в Балтийский флот. Неся службу на разных кораблях, он 10 марта 1837 года был произведён в лейтенанты. В 1842 году переведён обратно в Черноморский флот и 6 декабря 1849 года произведён в капитан-лейтенанты.
В кампании с 1852 по 1854 год командовал парусным транспортом «Цемес».
Во время Крымской войны Д. А. Леонов с 1 сентября 1854 года по 27 августа 1855 года участвовал в обороне Севастополя на Александровской батарее и за оказанные отличия был награжден командованием орденом Святой Анны 3-й степени с бантом и орденом Святого Владимира 4-й степени с бантом.
В 1856 году Дмитрий Алексеевич Леонов переведён в Каспийскую флотилию и 26 августа того же года был произведён в капитаны 2-го ранга. В 1856 году награждён орденом Святого Станислава 2-й степени с мечами, а 26 ноября 1857 года удостоен ордена Святого Георгия 4-й степени за выслугу 25 лет в офицерских чинах.
28 декабря 1859 года был зачислен по резервному флоту и 25 января 1860 года произведён в капитаны 1-го ранга с увольнением от службы.